# Edictum Chlotharii
Het Edictum Chlotharii is een edict dat op 18 oktober 614 door koning Chlotharius II in Parijs werd uitgevaardigd.
Met dit edict werd een systeem gecreëerd van autonome deelkoninkrijken waar het hoogste gezag bij de hofmeier kwam te liggen. 
De Frankische heerser Chlotharius had na lange strijd de deelkoninkrijken van de Merovingen weer onder zich weten te verenigen. Hij had daarbij steun gekregen van de adel en deze wilde, nu de hereniging een feit was, zich beloond zien. In een decreet werden aan de edelen nieuwe rechten toegekend. Zo werd bepaald dat zij enkel in de streek waaruit zij afkomstig waren, hun heersende positie dienden uit te oefenen: koningen konden dus voortaan een lastige edelman niet meer verbannen naar een ander deel van het rijk. 
De positie van de hofmeiers van de deelrijken werd versterkt en dit betekende dat de hereniging niet meer dan een soort personele unie was en de deelrijken hun bestaan en betekenis behielden. Bovendien had de koning zich meer afhankelijk van zijn hofmeier gemaakt en dit legde de grondslag voor de opkomst van de Karolingers die later de Merovingische koningen geheel zouden verdringen. Op kerkelijk gebied was er wel enige winst voor de koning. De bepalingen uit de tijd van Clovis dat de koning een stem had bij het benoemen van bisschoppen (investituur), werd opnieuw bekrachtigd.